# Осыпной Бугор (село)
Осыпной Бугор (тат. Ярлы-Түбә) — село в Приволжском районе Астраханской области России. Образует муниципальное образование «Село Осыпной Бугор» со статусом сельского поселения.. Проживают татары.

## Название
От находящегося поблизости песчаного бугра, называемого татарами и ногайцами Ярлы-Тюбя.

## История
Основано в конце 1780-х годов.

## Население
| 2002  | 2010  | 2012  | 2013  | 2014  | 2015  | 2016  |
| ----- | ----- | ----- | ----- | ----- | ----- | ----- |
| 2890  | ↗3381 | ↗3423 | ↗3473 | ↗3563 | ↗3635 | ↗3740 |
| 2017  | 2018  | 2019  | 2020  | 2021  |       |       |
| ↗3800 | ↗3830 | ↗3876 | ↘3865 | ↗4462 |       |       |

### Национальный состав
татары (75 %), русские (18 %), казахи (6 %). Также проживают карагаши и украинцы.

## Инфраструктура
Личное подсобное хозяйство с зоной сельскохозяйственного использования, индивидуальная застройка усадебного типа.
На территории села расположены 25 различных предприятий и организаций, 12 садоводческих товариществ, 2 крестьянских хозяйства, 10 торговых точек, 4 кафе, 2 АЗС, 2 шиномонтажные мастерские, автомойка, баня, 3 парикмахерские, 2 пекарни, почтовое отделение.

## Транспорт
На территории села находится одноимённый аэродром.